# Tritteling-Redlach
Tritteling-Redlach – miejscowość i gmina we Francji, w regionie Grand Est, w departamencie Mozela.
Według danych na rok 1990 gminę zamieszkiwało 440 osób, a gęstość zaludnienia wynosiła 73 osób/km² (wśród 2335 gmin Lotaryngii Tritteling-Redlach plasuje się na 633. miejscu pod względem liczby ludności, natomiast pod względem powierzchni na miejscu 921.).